# Attentat de l'église de Saint-Étienne-du-Rouvray
L'attentat de l'église de Saint-Étienne-du-Rouvray est une attaque terroriste islamiste commise le mardi 26 juillet 2016.
Deux islamistes radicaux, Adel Kermiche, sous contrôle judiciaire, muni d'un bracelet électronique, et Abdel Malik Nabil-Petitjean, assassinent en égorgeant et poignardant le père Jacques Hamel, un prêtre catholique de l'église Saint-Étienne de Saint-Étienne-du-Rouvray, près de Rouen, et blessent grièvement un paroissien de 86 ans. Les assaillants retiennent ensuite trois autres fidèles en otage avant d'être abattus par les forces de l'ordre. L'acte est revendiqué le jour même par l'organisation terroriste État islamique.

## Contexte
Cet assassinat se déroule quelques jours après une série d'autres attaques terroristes commises en Europe et également, pour certaines, revendiquées par l'État islamique, parmi lesquelles, en France, l'attentat du 14 juillet à Nice et, en Allemagne, celles de Wurtzbourg (le 18 juillet) et d'Ansbach (le 24 juillet).

## Déroulement
La messe débute à 9 h. L'office comprend cinq fidèles, les Coponet — un couple de paroissiens octogénaires, habitués des offices — et trois religieuses des Sœurs de Saint Vincent de Paul : Hélène Decaux (83 ans), Danièle Delafosse (72 ans) et Huguette Péron (79 ans). Sœur Danièle est la supérieure, elle vit à Saint-Étienne-du-Rouvray depuis quatre ans. Ses consœurs Hélène et Huguette sont arrivées depuis huit mois, elles rendent visite aux personnes âgées et animent une école d'aide aux devoirs dans le quartier.
Au moment de la préface, au début de la prière eucharistique, un jeune homme en polo bleu ciel entre prudemment par la porte donnant sur la sacristie. Sœur Huguette, qui est la plus proche, va à sa rencontre. Le jeune homme, Adel Kermiche, lui demande des renseignements sur l'église, notamment les heures d'ouverture. Le prenant pour un étudiant, elle lui demande de revenir à la fin de la messe.
Vers 9 h 30, la messe est terminée quand les deux djihadistes pénètrent bruyamment dans l'église en tenue de combat par la porte donnant sur la sacristie, avec chacun un pistolet factice, une fausse ceinture d'explosifs pour l'un, une fausse grenade dans un sac à dos pour l'autre, mais aussi des armes blanches. Huguette reconnaît le jeune homme de tout à l'heure. Ils sont habillés tout en noir. Abdel Malik, l'autre djihadiste, porte une barbe fournie et un calot noir. Les deux hommes scandent à plusieurs reprises « Allahu akbar » et d'autres termes en arabe puis, en français, désignent les chrétiens comme les ennemis des musulmans et ordonnent aux paroissiens de se serrer les uns contre les autres. Ils renversent tout ce qui est posé sur l'autel et y vident leurs sacs. L'un se précipite sur le prêtre Jacques Hamel, tandis que l'autre met un smartphone dans les mains de Guy Coponet, qui fête ses 87 ans ce jour-là, et le contraint à filmer la scène.
Jacques Hamel, d'une voix énervée, s'adresse aux deux terroristes : « Mais que faites-vous ? Calmez-vous ! ». L'un d'eux le prend par les mains et essaye de l'agenouiller. Le prêtre résiste, tombe à la renverse et repousse son agresseur à coups de pied en lui criant « Satan, va-t'en ! Va-t'en Satan », il reçoit un premier coup de couteau, puis un deuxième, mortel, à la gorge. C'est à ce moment-là que Danièle prend la fuite par une porte latérale et fait prévenir la police par un automobiliste qui passe. Des minutes passent et les djihadistes, qui visiblement attendent les forces de l'ordre, s'impatientent et, entre deux cris et chants, vandalisent les objets de culte. Puis ils attaquent Guy Coponet, qui ne s'était pas arrêté de filmer. Le paroissien est poignardé au bras, dans le dos et à la gorge sous les yeux de son épouse Janine, âgée également de 87 ans. Pendant 45 minutes, il simule la mort, une main pressant son cou pour retenir le sang.
Les terroristes se montrent prévenants vis-à-vis des femmes, leur annoncent qu'elles sont leurs otages et devisent avec elles au sujet de la religion. La conversation s'engage avec Hélène, au sujet de la vie après la mort, de la divinité de Jésus et du Coran. La religieuse, qui a lu le livre sacré des musulmans, insiste sur les passages sur la paix dans l'ouvrage, ce qui fait réagir un des jeunes : « La paix ? Nous aussi on veut la paix ! Quand vous serez à la télévision, vous direz aux autorités : tant qu'il y aura les bombardements en Syrie, il y aura les attentats en France. Tous les jours. ». Janine Coponet est autorisée à s’asseoir et Hélène se fait apporter sa canne. Entendant le bruit au-dehors, signe de l'arrivée de la police, un des djihadistes adresse même un sourire à Huguette, qu'elle ne lui rend pas.
La brigade de recherche et d'intervention (BRI) de Rouen cerne l'église. Une quarantaine de policiers sont alors sur place. L'assaut est lancé par sept hommes de la BRI et quatre hommes de la Brigade anti-criminalité. Toutefois, les policiers ne sont pas en mesure d'intervenir par la porte arrière car les otages sont placés devant elle, « mis en rideau » selon les propos du procureur de Paris François Molins. Ils passent alors par la petite porte de la sacristie. À l'intérieur, les djihadistes entonnent des chants en arabe puis entraînent Janine et Hélène vers la sortie, laissant Huguette à l'intérieur. Janine est la première à être poussée dehors, puis Hélène suit. Les policiers reculent alors avec les otages, suivis par les deux terroristes qui se jettent sur eux aux cris d'« Allahu akbar » et sont abattus à l'extérieur de l'église,,,. Les otages sont installées dans l'épicerie la plus proche. La victime, le prêtre Jacques Hamel, âgé de 85 ans, prêtre auxiliaire de la paroisse depuis une vingtaine d'années, et qui assurait les permanences durant le mois de juillet, est mort égorgé. Le paroissien Guy Coponet est grièvement blessé, mais survivra.

## Enquête

### Enquête judiciaire

#### Premières investigations
La section antiterroriste du parquet de Paris se saisit de l'enquête de flagrance qu'elle confie à la sous-direction anti-terroriste (SDAT) et à la direction générale de la Sécurité intérieure (DGSI).
L'attaque fait penser au projet d'attentat déjoué de Sid Ahmed Ghlam, en avril 2015, qui avait listé les églises Saint-Cyr-Sainte-Julitte et Sainte-Thérèse à Villejuif (Val-de-Marne) et la basilique du Sacré-Cœur dans le quartier parisien de Montmartre. Les lieux de culte chrétiens en général étaient donc potentiellement menacés.
Succédant avantageusement à une salle de prière insalubre de la cité voisine du Château-Blanc, le principal lieu de culte musulman de la ville, la mosquée Yahia, située à trois kilomètres de l'église attaquée offre une image de coexistence apaisée entre les cultes puisque la paroisse Sainte-Thérèse et la mosquée sont bâties sur une même parcelle, séparées seulement par un grillage. Le terrain paroissial est même ouvert à l'occasion des grandes fêtes musulmanes. Le terrain de la mosquée avait été cédé par la paroisse pour l'euro symbolique. Catholiques et musulmans gèrent une association commune d'aide aux devoirs et d'animations culturelles pour les enfants.
Pour autant, des foyers d'islamistes radicaux existent depuis plusieurs années en région Normandie,. C'est le cas du converti Maxime Hauchard qui fréquentait une mosquée d’Elbeuf, qui s'est rendu en Syrie où il est soupçonné d’avoir décapité au moins un militaire syrien dans une vidéo de propagande diffusée à l’automne 2014. Ces dérives étant identifiées, les services français ont fourni à l'imam de la mosquée de Saint-Étienne-du-Rouvray, Mohammed Karabila (par ailleurs président du Conseil régional du culte musulman de Haute-Normandie), des moyens de communication lui permettant d'alerter si des radicalisés étaient à signaler. Des mosquées salafistes abriteraient des individus radicalisés,,. Notamment, la mosquée Yahia est nommée. L'imam de la mosquée déclare : « quand j'entends parler de mosquée salafiste ici je tombe de haut » et affirme qu'« il n'y a pas de jeunes radicalisés » dans les mosquées de la ville, qui sont « clean », tout en reconnaissant que « quelques individus qui viennent prier se disent du courant salafiste ».
Les auteurs de l'attaque ont ébauché leur projet avec le système de télécommunication Telegram.

#### Adel Kermiche
Le premier terroriste est Adel Kermiche (qui se faisait parfois appeler Abou Jayyed al-Hanafi). Né le 25 mars 1997 à Mont-Saint-Aignan en Seine-Maritime, il habite chez ses parents, à Saint-Étienne-du-Rouvray. Sa famille est modérée, son père est routier, sa mère professeur de biotechnologie en lycée professionnel et plusieurs de ses frères et sœurs ont fait des études supérieures,,. Dès l'enfance, il est suivi par un psychologue pour hyperactivité et troubles du comportement. À 12 ans, il est exclu de son école puis suivi par un centre médico-psychologique, et même interné en psychiatrie durant deux semaines. À 16 ans, il tente de reprendre le chemin de l'école mais sans succès. Après les attentats de janvier 2015, commis par les frères Kouachi et leur ami Coulibaly, il se radicalise par Internet. Mi-mars 2015, il aide Adel Bouaoun, un mineur de Saint-Étienne-du-Rouvray, à rejoindre la Syrie. Le 23 mars 2015, il tente un premier départ pour la Syrie. Arrêté à Munich, puis expulsé vers la France, il est placé sous contrôle judiciaire au domicile de ses parents, à Saint-Étienne-du-Rouvray. Le 11 mai 2015, il tente un deuxième départ pour la Syrie avec des papiers d'identité empruntés. Devenu majeur, il s'enfuit avec un autre mineur à Genève, d'où ils prennent l’avion le 12 mai depuis Cointrin pour gagner Istanbul. Le 13 mai, il est fiché S. Arrêté en Turquie, il est renvoyé vers la Suisse, puis extradé le 22 mai vers la France, où il est incarcéré. Il est relâché le 18 mars 2016, après dix mois de détention provisoire.
L'ancien juge antiterroriste Marc Trévidic dit de lui : « Il était très suffisant. Il disait : "Libérez-moi, donnez-moi une dernière chance." J'ai rapidement compris qu'il n'y avait pas de discussion possible. J'avais en face de moi quelqu'un qui était déterminé à repartir ». Il partage sa cellule avec un Saoudien et fait la connaissance d’un jeune Français ayant passé dix-huit mois dans les troupes de l'EI. Il réussit à se présenter comme un « musulman modéré » et à faire croire en sa repentance. Ses parents disent préférer « savoir leur fils incarcéré et vivant que libre et en route pour la Syrie. S’ils acceptent de l’accueillir, c’est parce qu’ils pensent sincèrement qu’il sait s’être trompé et qu’il ne tentera plus de partir ». Les juges d'instruction estiment que ce type de double discours, par la technique de dissimulation coranique, appelée « taqîya », encouragée par l'État islamique, est de plus en plus fréquent en prison. La juge d'instruction veut malgré tout croire à un avenir possible pour ce jeune homme « perturbé ». Elle motive son ordonnance par le fait qu’il aurait « pris conscience de ses erreurs », qu’il a eu des « idées suicidaires » durant son incarcération, qu’il serait « déterminé à entamer des démarches d’insertion ». Le parquet fait appel de l’ordonnance de la juge, qu’il considère comme « peu convaincante ». Il estime que les contraintes prévues par le contrôle judiciaire « s’avèrent parfaitement illusoires au vu du contexte du dossier ». « Dans ces conditions, et quoiqu’il fasse état d’une erreur et réclame une seconde chance, il existe un risque très important de récidive en cas de remise en liberté », insiste le ministère public. La chambre de l’instruction ne suit pas l’appel du parquet.
Le 22 mars 2016, il obtient une mesure de contrôle judiciaire sous bracelet électronique, avec assignation à résidence, mais droit de sortir du lundi au vendredi entre 8 h 30 et 12 h 30 et samedi, dimanche et jours fériés entre 14 heures et 18 heures dans les limites du département. Le 11 juin 2016, il crée sur le réseau Telegram la chaîne « Haqq-Wad-Dalil », et se choisit comme illustration une photo du calife autoproclamé Abou Bakr al-Baghdadi. Il y a, en juillet 2016, treize autres djihadistes présumés qui sont surveillés sous bracelet électronique. Et c'est précisément pendant sa permission de sortie qu'il commet l'attentat,. La veille de l'attaque, une mineure radicalisée convertie à l'islam, précédemment promise à un djihadiste mort en Syrie, se promet sans l'avoir rencontré à Adel Kermiche via l'application Telegram qu'elle avait installée deux jours plus tôt. Non poursuivie car sans connaissance des intentions du terroriste, elle est placée sous contrôle judiciaire. Elle est promise par la suite à Rachid Kassim, puis en janvier 2017 à un jeune Belge radicalisé. Une autre « promise virtuelle » via Internet de Kermiche est Sarah Hervouët, convertie à l'islam de 23 ans, impliquée dans la tentative d'attentat de Notre-Dame de Paris de septembre 2016.
Juste avant l'attaque, Adel Kermiche écrit aux 200 membres de sa chaîne privée sur l'application de messagerie Telegram : « Tu prends un couteau, tu vas dans une église, tu fais un carnage, bim. Tu tranches deux ou trois têtes et c'est bon c'est fini » et indique que c'est « un guide spirituel » qui l'a inspiré : « en prison avec mon cheikh, il m'a donné des idées ». Le 25 juillet, veille de l'attentat, Adel Kermiche écrit sur Telegram : « Je vous préviendrai à l'avance, 3–4 minutes avant et quand le truc arrivera, il faudra le partager direct ». Il écrit de nouveau à 8 h 30 : « Téléchargez ce qui va venir et partagez-le en masse !!!!!! ».
Le 3 août, la chaîne privée Telegram d'Adel Kermiche a de nouveau émis des messages. Plusieurs documents, parmi lesquels trois photos, un message et un enregistrement audio. Des documents qui sont restés en ligne une dizaine de minutes, avant d'être supprimés, selon L'Express qui a eu accès à l'enregistrement. Sur le premier cliché, on distingue Khaled Kelkal, un terroriste islamiste algérien membre du Groupe islamique armé (GIA) et le principal responsable de la vague d'attentats commise en France à l'été 1995 ; sur le deuxième, une capture d'écran de la vidéo de revendication des assassins ; le troisième représente quant à lui Larossi Aballa, le terroriste qui a tué deux policiers à Magnanville le 13 juin 2016. Ces trois images sont ponctuées par un message : « Qu'Allah bénisse les lions solitaires. On s'est habitué au sang, on s'est habitué à la guerre ».
Les habitants de son quartier et l'imam de la mosquée locale connaissaient Adel Kermiche comme un individu totalement radicalisé, qui « ne parlait que de religion ». Des voisins, qui le présentent comme « une bombe à retardement » et un « dingue », disent ne pas être surpris par son acte. Décrit comme un jeune homme au comportement sectaire, « sans aucun ami », il avait, en outre, séduit successivement trois jeunes musulmanes pieuses en leur promettant un mariage religieux, puis avait répudié ses « épouses » après avoir couché avec elles. En mai 2016, selon un de ses proches, il aurait dit en sortant de la mosquée « je vais attaquer une église ».
Il est inhumé en toute discrétion le 19 août 2016 dans le carré musulman du cimetière du village de Puiseux-Pontoise (Val-d'Oise) où la famille possède une concession.

#### Abdel Malik Petitjean
Le deuxième terroriste se nomme Abdel-Malik Nabil Petitjean, c'est lui qui porte les coups de couteau aux deux victimes. Né le 14 novembre 1996 à Saint-Dié-des-Vosges (Vosges), il a été reconnu cinq ou six mois après sa naissance devant l'état civil par Franck Petitjean, qui a assuré l'éducation de son fils adoptif jusqu'à son divorce en 2011. Abdel-Malik a grandi avec ses deux sœurs dans une famille recomposée. En 2009, vivant chez sa sœur à Montluçon, il avait changé de nom en 2009 pour prendre celui de son père adoptif. Après le divorce, Franck Petitjean s'installa à Bordeaux comme soudeur. Il n'avait plus vu son fils depuis 2013, mais restait en contact téléphonique avec lui « de temps en temps ».
Âgé de 19 ans, Abdel-Malik vivait depuis avec une autre de ses sœurs, chez sa mère, Yamina Boukezzoula, à Aix-les-Bains dans le quartier Lafin, où il avait décroché son baccalauréat en commerce au lycée de Marlioz en 2015. De décembre 2015 à avril 2016, il est agent de piste et bagagiste à l’aéroport de Chambéry Savoie. Vers mi-avril, l'imam d'Aix-les-Bains informe Yamina que son fils traîne avec des « barbus ». Franck Petitjean met en garde son fils adoptif qui rétorque en accusant celui-ci « d'être raciste »,.
Les services turcs alertent alors leurs homologues français qu'un certain Petitjean a tenté de rallier la Syrie depuis Istanbul le 10 juin sous le nom de guerre d'Abou Omar. L'autre Français qui l'accompagnait étant déjà fiché S, ils sont repérés et arrêtés : le premier est renvoyé en France via la Suisse alors que Petitjean revient en France le 11 juin, mais les policiers français n'en sont informés que quinze jours après. Bien que possédant toujours un casier judiciaire vierge, Abdel-Malik Petitjean est alors fiché S, le 29 juin 2016.
Au début du mois de juillet, Abdel-Malik projetait de venir au mois d'août en vacances chez son père à Bordeaux. Le 22 juillet, les Renseignements français reçoivent de l'étranger la photographie d'un homme « prêt à participer à un attentat », mais sans nom ni empreinte. Le 23 juillet, les téléphones des deux tueurs bornent à Saint-Étienne-du-Rouvray, « aux mêmes endroits », notamment dans la zone du domicile de Kermiche. Le 24 juillet, au cours d'une perquisition chez un jeune homme de 19 ans, Omar C., fiché S, la police trouve une vidéo dans laquelle une personne prêtant allégeance à l'État islamique ressemble fortement à la photographie reçue de l'étranger. S’adressant au président François Hollande et au premier ministre Manuel Valls, cette personne dit : « Vous allez souffrir comme nos frères et sœurs souffrent. Nous allons détruire votre pays. Frères, sortez avec un couteau, avec ce que vous trouvez, et attaquez-les, tuez-les en masse. »
Il dit à sa mère qu'il va rejoindre un cousin à Nancy, puis quitte le domicile sans donner de nouvelles à sa mère jusqu'à son dernier texto le 26 au matin, juste avant l'attentat : « T'inquiète pas. Tout va bien, fais dodo. Je t'aime ». Après l'attentat, son portable et celui de Kermiche sont retrouvés sur l'autel. Ce cousin germain d'Abdel-Malik Petitjean, Farid K., un Français de 30 ans résidant à Heillecourt (Meurthe-et-Moselle) dans l'aire urbaine de Nancy, est écroué quelques jours après les faits car il « avait parfaitement connaissance, si ce n’est du lieu et du jour précis, de l’imminence d’un projet d’action violente de son cousin ». Tous deux semblent avoir dissimulé leurs intentions sans rien en laisser paraître à leur entourage.
Abdel-Malik Petitjean est identifié par son ADN, car la photographie de sa carte d’identité retrouvée lors d’une perquisition menée le 26 juillet au domicile familial d’Adel Kermiche, n'a pas permis d'identifier son visage défiguré par la fusillade.

#### Seconde phase de l'enquête
Le 9 août 2016, un nouvel homme de 21 ans est interpellé à Toulouse car les enquêteurs ont déterminé qu'il avait effectué un aller-retour entre Toulouse et Saint-Étienne du Rouvray et été en contact téléphonique avec les deux assassins du père Hamel quelques jours avant que celui-ci ne soit égorgé.
Le 31 juillet 2018, Jean-Philippe Steven J. L. (22 ans en 2018) est mis en examen pour « association de malfaiteurs terroriste criminelle ». Il s’était fait remarquer en juin 2016, quelques semaines avant l’attentat revendiqué par l’organisation État islamique, en se rendant en Turquie avec Abdel Malik Petitjean, avec vraisemblablement la volonté d’aller en Syrie. Les investigations ont également mis au jour des contacts entre eux sur la messagerie Telegram et la participation de Petitjean à une cagnotte en ligne créée par son comparse.

#### Défaillances des services de renseignement
Début janvier 2018, la direction du Renseignement de la préfecture de police de Paris est mise en cause dans l'enquête par Mediapart. Un des fonctionnaires du « groupe informatique et procès », au sein de la sous-direction du renseignement intérieur, aurait alerté sur les agissements suspects d'Adel Kermiche quelques jours avant l'attentat. Facilement identifiable, il évoque une attaque au couteau, l'attaque d'une église et incite ses abonnés sur sa chaîne Telegram à passer à l'acte. Une fiche Gesterext est réalisée, mais n'est pas examinée par ses supérieurs hiérarchiques ce qui empêche sa transmission à la DGSI, compétente en province. Le 25 juillet à 14 h 45, Adel Kermiche publie un message laissant supposer un passage à l'acte imminent. Lui et son complice Abdel-Malik Petitjean se présentent en soirée à l'église fermée puis reviennent le lendemain matin commettre leur forfait, tuant le père Jacques Hamel. Ce 26 juillet, l'enquêteur de la DRPP est convoqué par sa hiérarchie pour effacer sa fiche Gesterext et réécrire les documents en les postdatant au jour même. Elle parvient à la DGSI à 14 h. L’Inspection générale de la Police nationale ouvre une enquête pour « faux, usage de faux et altération de documents de nature à faciliter la découverte d’un crime ou d’un délit ou la recherche des preuves, par une personne concourant par ses fonctions à la manifestation de la vérité ».
Le 31 janvier 2018, Le Canard enchaîné révèle à son tour que trois services de renseignement avaient repéré le futur tueur avant qu'il ne passe à l'acte : la DRPP, le SCRT et la DRM. L'hebdomadaire écrit : « une fois de plus, les informations se sont évaporées dans le sinueux alambic du renseignement français. »

### Revendication
L'État islamique revendique l'attentat dès le début de l'après-midi, via Amaq, l'organe de propagande et de communication du groupe djihadiste,,. Au lendemain de l’attentat, l’EI diffuse une vidéo dans laquelle les deux terroristes font allégeance à Abou Bakr al-Baghdadi.

## Procès
Le procès des hommes ayant concouru au projet des deux terroristes se déroule du 14 février au 9 mars 2022 devant la Cour d'assises spéciale de Paris. Jean-Philippe Jean Louis, Farid Khelil et Yassine Sebaihia en détention provisoire depuis presque 6 ans sont jugés pour « association de malfaiteurs terroriste » et encourent 30 ans de prison, les investigations n'ayant pas permis de démontrer une complicité. Le dernier accusé, le vétéran du djihad Rachid Kassim, présumé mort en Syrie, est jugé pour complicité pour avoir commandité l'attentat.
Lors du procès, Guy Coponet, 92 ans, qui avait été grièvement poignardé à la gorge en 2016 livre un témoignage « poignant »,, en faisant le récit de l'attaque il récite un « Je vous salue Marie ». Il offre également ses mouchoirs à l'un des accusés qui pleurait dans le box. La question du pardon prend aussi une place singulière au coeur du procès. Farid Khelil demande pardon aux victimes. Roseline, la sœur du père Hamel témoigne de sa souffrance et de sa rencontre avec la mère de l'un des deux terroristes Adel Kermiche,. Les parents d'Adel Kermiche témoignent également de leur impuissance à empêcher la radicalisation de leur fils malgré les signalements répétés à la police et le suivi judiciaire de celui-ci.
Les deux procureurs du PNAT requièrent,:
- la perpétuité contre Rachid Kassim, présumé mort en Syrie ;
- 14 ans de prison contre Jean-Philippe Steven Jean Louis, le plus jeune des accusés (25 ans), pour avoir été le « porte-voix de l’idéologie mortifère » de l’EI sur Telegram, avoir été un « facilitateur de départs vers la Syrie » et avoir lui-même tenté de s’y rendre en compagnie d’Abdel-Malik Petitjean. Il est accusé d'avoir collecté de l'argent en ligne pour ce dernier, sans ignorer ses projets terroristes. Peu après l'attentat de l'église, il incite son co-accusé Farid Khelil à passer à l'acte pour « venger son cousin »[86]. ;
- 9 ans de prison contre Farid Khelil, 36 ans, cousin d’Abdel-Malik Petitjean. « Il a été lui-même engagé idéologiquement et il porte une responsabilité accablante dans le parcours djihadiste de son cousin qu’il a galvanisé ». Il est également accusé d'avoir eu connaissance de l'imminence de l'attaque, ayant reçu un message explicite de son cousin (« Je suis chez un frère, on a un plan »)[87] ;
- 7 ans de prison contre Yassine Sebaihia, 27 ans, vu comme « l’apprenti djihadiste, pas assez mûr pour passer à l’action lui-même, mais en adhésion totale ». Il a rencontré les accusés sur une chaine Telegram où ceux-ci appellent à commettre des attentats en France (« se rendre dans une église et couper deux ou trois têtes » le 19 juillet). Il effectue un trajet de Toulouse jusqu'à Rouen pour les rencontrer le 24 juillet mais repart dès le lendemain, la veille de l'attentat. Le but de ce voyage demeure un mystère pour les enquêteurs[88]. L'accusé décrit une simple rencontre portant sur la religion, mais explique avoir été rabroué et exclu par ses deux comparses qui lui reproche ses mauvaises pratiques[89].

Les trois accusés admettent une part de responsabilité et demandent pardon aux victimes. Le 9 mars 2022, l'ensemble des accusés sont reconnus coupables. Jean-Philippe Jean Louis est condamné à 13 ans de prison, Farid Khelil à 10 ans de prison et Yassine Sebaihia à 8 ans de prison. Les trois peines sont assorties d'une période de sûreté des deux-tiers. Rachid Kassim est condamné par défaut à la réclusion criminelle à perpétuité.
Monseigneur Lebrun, archevêque de Rouen qui a assisté à une partie du procès déclare : « Je suis allé voir les trois accusés avant le verdict. J’ai tenu à leur dire au revoir, et à dire à chacun d’entre eux quelque chose qui les regarde et qui me regarde. Je savais en venant ici que j’aurais à croiser leur regard, et il m’a semblé pendant ces trois semaines que nos regards se sont croisés de plus en plus franchement. Je savais que nous étions liés et j’ai eu beaucoup d’émotion ce matin à entendre Jean-Philippe Steven Jean-Louis reprendre ces mots en disant que nous étions désormais reliés. J’ai pensé pendant ces trois semaines à Jésus, arrêté, accusé et crucifié. Le père Jacques Hamel a été arrêté, accusé et égorgé. Ce matin, j’ai entendu les accusés dire "J’ai honte de me plaindre, c’est vous les victimes. Et nous sommes peut-être à notre place". Je ressors de là avec une grande espérance. Ils ont choisi une nouvelle vie, et je ne doute pas que cela leur sera accordé ».

## Réactions
Le président de la République française François Hollande, qui avait rendez-vous à 9 h 30, à l’heure où les assaillants pénétraient dans l’église, avec des représentants des syndicats pénitentiaires en compagnie du garde des Sceaux Jean-Jacques Urvoas, pour discuter entre autres du suivi des personnes placées sous surveillance électronique, se rend sur place quelques heures après l'attentat, en compagnie du ministre de l'intérieur Bernard Cazeneuve. À 13 h 40, il prononce devant la presse une allocution dans laquelle il déclare : « Nous sommes face à un groupe, Daech, qui nous a déclaré la guerre. Nous devons mener cette guerre, par tous les moyens, dans le respect du droit, ce qui fait que nous sommes une démocratie. Ce que veulent faire ces terroristes, c’est nous diviser. Aujourd’hui, après la mort de ce prêtre, j’ai pour tous les catholiques de France une pensée, je veux leur exprimer un soutien. […] Ce sont les catholiques qui ont été frappés, ce sont tous les Français qui ont été frappés. […] Les Français doivent savoir qu’ils sont menacés mais qu’ils ne sont pas le seul pays, l’Allemagne l’est aussi et d’autres, mais que leur force tient à leur cohésion »,. À 20 heures, François Hollande s'exprime à la télévision et déclare : « Attaquer une église, tuer un prêtre, c'est profaner la République, c'est semer l'effroi. Car les terroristes veulent nous séparer, nous opposer, nous diviser. Notre pays fait la guerre. Une guerre à l'extérieur en Syrie et en Irak. Une guerre à l'intérieur en traquant les djihadistes, les extrémistes, les terroristes. Je vous dois cette vérité : cette guerre sera longue. C'est notre unité qui fera notre force. Nous devons faire bloc pour gagner cette guerre. […] Mais je vous l'assure, cette guerre nous la gagnerons ».
Le gouvernement des États-Unis condamne l'attentat en rappelant que « la France et les États-Unis ont un engagement commun pour protéger la liberté religieuse pour tous les cultes, et la violence d'aujourd'hui n'ébranlera pas cet engagement ».
Le Vatican annonce en début d'après-midi que le pape François « participe à la douleur et à l’horreur pour cette violence absurde ». La conférence des évêques de France appelle à une « journée de jeûne et de prière » le 29 juillet « pour notre pays et pour la paix dans le monde ».
Les derniers mots du prêtre (« Va-t'en Satan ») sont cités par le pape François lors d'une messe à sa mémoire en septembre 2016 comme ceux par lesquels, même à ce moment, il « n’a pas perdu la lucidité d’accuser et de dire clairement le nom de l’assassin », car « tuer au nom de Dieu est satanique »,.

### Réseaux sociaux
Très rapidement, le jour même de la prise d’otage, le terme « martyr » s’est imposé sur les réseaux sociaux à propos de la mort de Jacques Hamel. Il apparaît en premier lieu sur une image diffusée par le site Aleteia sur Facebook. Mais c’est, selon Nicolas Vanderbiest, assistant à l’université catholique de Louvain, le message sur un compte catholique, « Madame Michu », qui enclenche une large propagation sur les réseaux sociaux.
Suivent des personnalités politiques et des autorités religieuses catholiques, mais également la « fachosphère » qui utilise l’expression accolée à des termes guerriers,.
Le jour de l’attaque, le mot « martyr » sera utilisé plus de 8 000 fois concernant Jacques Hamel sur Twitter, principalement en début d’après-midi.

### Réactions médiatiques
Le lendemain de l'attentat, le visage du prêtre Jacques Hamel apparaît sur les unes de la presse du monde entier,.
Cet attentat conduit certains médias à modifier leurs pratiques journalistiques. Ainsi, le Monde et BFM TV choisissent de ne plus diffuser de photos des terroristes pour ne pas les glorifier ; la Croix décide de ne donner que le prénom et l'initiale du nom et Europe 1 de ne plus les nommer à l'antenne. Geoffroy Didier, candidat à la élection primaire présidentielle de droite, propose que de telles mesures d’anonymisation s’appliquent à l’ensemble du paysage audiovisuel français et à la Justice,. Une pétition en ligne est « Pour l'anonymat des terroristes dans les médias ».
Ces décisions font l'objet de nombreuses critiques telles que celles de Michel Field, directeur exécutif chargé de l'information à France Télévisions, qui affirme que « rien ne serait pire que mettre le doigt dans une auto-censure », ou de Libération. Alexis Brézet, directeur des rédactions du Figaro et du Figaro magazine, prend également position contre l'anonymisation. Le Front national dénonce une « censure » tandis que des spécialistes du djihadisme comme David Thomson ou Wassim Nasr font part de leur crainte que ce type de prise de position favorise le développement de théories du complot sans toucher le soi-disant processus de « glorification » assuré par les médias et les réseaux sociaux des terroristes. L'impact limité de choix éditorial est également souligné du fait de la facilité à trouver les informations dans des médias étrangers tels de Morgen ou Het Laatste Nieuws en Belgique ou Sky News au Royaume-Uni.

### Réactions locales religieuses
Dominique Lebrun, archevêque de Rouen, déclare que « l'Église catholique ne peut prendre d'autres armes que la prière et la fraternité entre les hommes. Je laisse ici des centaines de jeunes qui sont l'avenir de l'humanité, la vraie. Je leur demande de ne pas baisser les bras devant les violences et de devenir des apôtres de la civilisation de l'amour », et décide de rentrer de Pologne où il était présent pour les Journées mondiales de la jeunesse.
L'imam de Saint-Étienne-du-Rouvray, Mohammed Karabila, fait part de son émotion et de sa stupeur après l'assassinat du père Hamel, avec qui il participait à un comité interconfessionnel et qu'il considérait comme un ami. Les relations entre les cultes sont en effet très bonnes dans la commune et la mosquée de Saint-Étienne-du-Rouvray a été bâtie sur une parcelle de terrain offerte par la paroisse catholique de la ville.
L'imam Mohammed Karabila a, par ailleurs, déclaré qu'il refusait une éventuelle inhumation d'Adel Kermiche dans un des deux carrés musulmans des cimetières de la ville : « On ne va pas salir l'islam avec cette personne. Nous ne participerons ni à la toilette mortuaire, ni à l'inhumation ».

### Agression
Au lendemain du meurtre du Père Jacques Hamel, un automobiliste, a insulté et frappé un septuagénaire sénégalais de confession musulmane à Barentin, ville située à quinze kilomètres au nord de Rouen. L'agresseur, avant de frapper sa victime, lui aurait dit : « Sale Noir, si je descends d'ici, c'est pour te taper. Je vais t'égorger pour vous faire comme vous nous faites à nous, c'est pas parce que t'es en robe et avec un chapeau que tu vas faire la loi ici ». L'individu a été présenté le vendredi 5 août 2016 à la justice française et son procès a eu lieu le 4 octobre 2016,. Le parquet, qui requiert cinq mois de prison avec sursis, ne retient finalement pas la connotation religieuse. Le 9 novembre 2016, il est reconnu coupable des violences et condamnés à cinq mois de prison avec sursis et 600 euros de dommages-intérêts, mais le mobile raciste de l'agression n'est pas retenu.